# 胡钟达
胡钟达（1919年—2000年9月10日），男，江苏宝应人，中华人民共和国历史学家、政治人物，内蒙古大学教授，曾任内蒙古自治区人大常委会副主任，中国民主同盟内蒙古自治区委员会主任委员。